# 스코치드 어스
《스코치드 어스》(Scorched Earth→초토화)는 도스 시대에 개발된 셰어웨어 대포 게임이다. 한국어권에는 스카치라는 이름으로도 알려졌다. Wendell Hicken이 볼랜드 C++과 터보 어셈블러로 개발하였다. 턴제 전략 게임으로, 게이머는 2차원 지형을 배경으로 탱크를 움직이고 앙각과 추진력을 결정하여 대포를 쏘아야 한다.